# Joaquim Leonel de Rezende Filho
Joaquim Leonel de Rezende Filho (São Gonçalo do Sapucaí, 31 de maio de 1860 — 5 de novembro de 1932) foi um político brasileiro. Foi um dos fundadores do Partido Republicano Mineiro.

## Biografia
Nasceu no distrito de Ribeiros, em São Gonçalo do Sapucaí. Era filho de Joaquim Leonel de Rezende Alvim e Vitalina Novais Rezende e descendia pelo lado paterno do inconfidente José de Resende Costa.

### Carreira política
Se formou no curso de Direito pela Faculdade de São Paulo em 1883. No ano de 1888 foi eleito deputado pelo Partido Republicano na Assembléia Provincial de Minas até 1889.
Foi republicano histórico e político de larga projeção no alvorescer da República. Em 1918 foi empossado como Ministro do Tribunal de Contas da União.

### Legado
Dentre suas principais conquistas constam a criação da Diretoria Regional dos Correios e Telégrafos no Sul de Minas em 9 de fevereiro de 1896.
Importante também foi a concessão para construção do ramal férreo ligando a cidade de Campanha a São Gonçalo do Sapucaí em 1924, anseio pelo qual lutou junto ao Dr. Olegário Maciel.
Também militou a favor da mudança da capital mineira para Belo Horizonte. Em 1965 foi fundado em sua cidade natal um grupo escolar que traz seu nome, hoje a "Escola Municipal Leonel Filho".